# Велешки говор
Велешкият говор е български диалект от централната група югозападни говори.
Говори се в рамките на Северна Македония – в град Велес и околностите му.
Македонската диалектология го класифицира като част от скопско-велешкия диалект, залегнал в основата на македонската литературна норма.

## Характерни особености
- Праславянските *tj и *dj застъпени като к’ и г’ – плèки (плещи), сѝнок’а (снощи), прèг’а (прежда)
- Застъпници на стб. ѫ са
  - предимно a: йàглен (въглен), гасèница (гъсеница).
  - но и у: сут (съд), гỳска (гъска)
- Застъпник на стб. ѧ в началото на думата е йа: йàзик (език), йàдер (едър), йàтр̥ва (етърва). В останалите случаи е е.
- Застъпници на стб. ъ:
  - предимно о: бòчва (бъчва), рèкол (рекъл)
  - у, когато е в краесловие пред м: òсум (осем)
- Групата ъл/лъ се замества с понякога с ъ, понякога с ъл – бъ̀лва  (бълха), съ̀нце (слънце), но вълк, въ̀лна, мъ̀лчи
- Употреба на в вместо ф: вес (фес), вỳрна (фурна).
- Спрямо съгласната х съвместно се наблюдават:
  - заместване с ф или в: страф (страх), граф (грах), но бъ̀лва  (бълха)
  - пълно изпадане на беззвучната съгласна: стра (страх), гра (грах), бъ̀а (бълха), òра (хора), лàдно (хладно)
- Троен член -ов, -ен, -от: дèтето, дèтево, дèтено
- Частица ке за бъдеще време (сравни книжовното ще)
- Съвместна употреба на окончанията -м и -а за глаголи от I и II спрежение: прàвам—права, пийам—пийа.